# Mapa Topográfico Nacional 1:50000

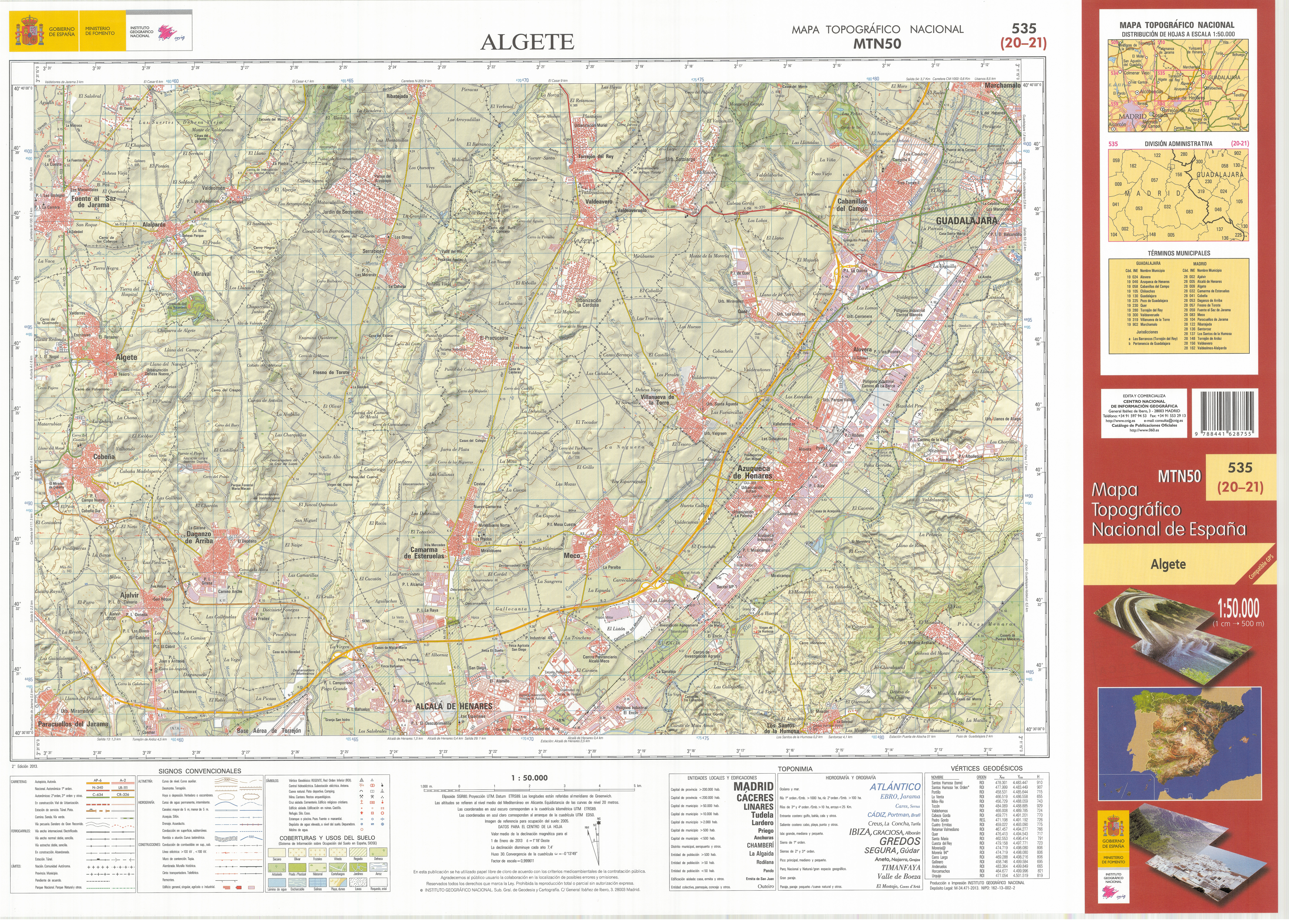
Hoja 535 del MTN50 (Algete), en su edición de 2013 (2ª edición digital).

Primera edición de la hoja especial del MTN50 Madrid y su entorno (año 2012).

MTN50, acrónimo de Mapa Topográfico Nacional 1:50 000, es el conjunto de datos geográficos, producidos por el Instituto Geográfico Nacional (IGN), que conforman el Mapa Topográfico Nacional de España, escala 1:50.000, que se obtiene por procesos directos de observación y medición de la superficie terrestre. Constituye, junto con el MTN25, la cartografía básica oficial de España. Se compone de un total de 1073 hojas.

## Historia
La publicación del mapa original a escala 1:50.000 (por aquel entonces llamado simplemente Mapa Topográfico Nacional, ya que aún no existía la serie a escala 1:25.000) se inició en 1875 con la impresión de las hojas de Madrid (559) y Colmenar Viejo (534), y se finalizó en 1968 con la impresión de la hoja de San Nicolás de Tolentino (1125).
En 1985, la actualización de sus hojas quedó paralizada, para concentrar los esfuerzos en la producción del entonces nuevo Mapa Topográfico Nacional a escala 1:25.000 (MTN25).
En 1999 se retoma la producción de un nuevo MTN50 totalmente renovado, que incluye sombreado, y es generado mediante tecnología digital, por procesos de generalización cartográfica, a partir de las hojas correspondientes del MTN25. La publicación de la primera edición de este nuevo MTN50 digital comenzó en 1999, con la hoja 605 (Aranjuez), y concluyó en 2010, con la hoja 262 (Salvatierra de Miño), haciendo un total de 1073 hojas.

## Composición
Además del contenido cartográfico específico, el MTN50 se compone del marco y de los exteriores, con especificación de las coordenadas en el marco, el título, el número de hoja, el cabecero, la contraportada y la leyenda, una composición diseñada para su edición como mapa en formato papel, plegable y tipo bolsillo.

## Licencia
Desde 2015, todas las hojas del MTN50 (tanto actuales, como históricas, desde el comienzo de su publicación) están disponibles para su consulta y descarga bajo una licencia compatible con CC-BY-4.0.